# Yoshihito Nishioka
Yoshihito Nishioka (japanisch 西岡 良仁 Nishioka Yoshihito; * 27. September 1995 in Tsu) ist ein japanischer Tennisspieler.

## Karriere
Yoshihito Nishioka spielt hauptsächlich auf der ATP Challenger Tour und der ITF Future Tour. Er feierte bislang fünf Einzel- und einen Doppelsieg auf der Future Tour. Auf der Challenger Tour gewann er bislang sechs Turniere im Einzel. Bei den US Open 2014 stand er erstmals im Hauptfeld eines Grand-Slam-Turniers. Zum 11. Juli 2016 durchbrach er erstmals die Top 100 der Weltrangliste im Einzel und seine höchste Platzierung war ein 24. Rang.
2017 erreichte er auf der World Tour in Acapulco das Viertelfinale und bei den Indian Wells Masters als Lucky Loser das Achtelfinale, in dem er Stan Wawrinka unterlag. In der Weltrangliste stieg er dadurch auf Platz 58, seiner bisherigen Höchstposition. Bei den Miami Open erlitt er im März einen Kreuzbandriss im linken Knie, der ihn bis zum Jahresende pausieren ließ.
Bei den Australian Open 2018 gab er sein Comeback auf der Tour. Im September 2018 gewann er in Shenzhen seinen ersten Titel auf der ATP Tour, als Qualifikant schlug er im Finale den Franzosen Pierre-Hugues Herbert in drei Sätzen.
2015 spielte er erstmals für die japanische Davis-Cup-Mannschaft.

## Privates
Nishioka heiratete im Dezember 2024 seine Freundin Saya Hiyama.

## Erfolge
| Legende (Anzahl der Siege)  |
| Grand Slam                  |
| ATP World Tour Finals       |
| ATP World Tour Masters 1000 |
| ATP World Tour 500          |
| ATP World Tour 250 (3)      |
| ATP Challenger Tour (6)     |

| ATP-Titel nach Belag |
| Hartplatz (3)        |
| Sand (0)             |
| Rasen (0)            |

### Einzel

#### Turniersiege

##### ATP World Tour
| Nr. | Datum              | Turnier  | Belag     | Finalgegner           | Ergebnis       |
| --- | ------------------ | -------- | --------- | --------------------- | -------------- |
| 1.  | 30. September 2018 | Shenzhen | Hartplatz | Pierre-Hugues Herbert | 7:5, 2:6, 6:4  |
| 2.  | 2. Oktober 2022    | Seoul    | Hartplatz | Denis Shapovalov      | 6:4, 7:65      |
| 3.  | 28. Juli 2024      | Atlanta  | Hartplatz | Jordan Thompson       | 4:6, 7:62, 6:2 |

#### ATP Challenger Tour
| Nr. | Datum             | Turnier  | Belag         | Finalgegner          | Ergebnis        |
| --- | ----------------- | -------- | ------------- | -------------------- | --------------- |
| 1.  | 7. September 2014 | Shanghai | Hartplatz     | Somdev Devvarman     | 6:4, 6:75, 7:63 |
| 2.  | 29. November 2015 | Toyota   | Teppich (i)   | Alexander Kudrjawzew | 6:3, 6:4        |
| 3.  | 9. Juli 2016      | Winnetka | Hartplatz     | Frances Tiafoe       | 6:3, 6:2        |
| 4.  | 26. November 2016 | Astana   | Hartplatz (i) | Denis Istomin        | 6:4, 6:74, 7:63 |
| 5.  | 13. Mai 2018      | Gimcheon | Hartplatz     | Vasek Pospisil       | 6:4, 7:5        |
| 6.  | 30. Januar 2022   | Columbus | Hartplatz (i) | Dominic Stricker     | 6:2, 6:4        |

#### Finalteilnahmen
| Nr. | Datum              | Turnier          | Belag     | Finalgegner       | Ergebnis       |
| --- | ------------------ | ---------------- | --------- | ----------------- | -------------- |
| 1.  | 23. Februar 2020   | Delray Beach     | Hartplatz | Reilly Opelka     | 5:7, 7:64, 2:6 |
| 2.  | 7. August 2022     | Washington, D.C. | Hartplatz | Nick Kyrgios      | 4:6, 3:6       |
| 3.  | 26. September 2023 | Zhuhai           | Hartplatz | Karen Chatschanow | 6:72, 1:6      |

## Abschneiden bei Grand-Slam-Turnieren

### Einzel
| Turnier         | 2014 | 2015 | 2016 | 2017 | 2018 | 2019 | 2020 | 2021 | 2022 | 2023 | 2024 | 2025 | Karriere |
| --------------- | ---- | ---- | ---- | ---- | ---- | ---- | ---- | ---- | ---- | ---- | ---- | ---- | -------- |
| Australian Open | —    | Q2   | 1    | 2    | 2    | 2    | 3    | 1    | 1    | AF   | 1    | 2    | AF       |
| French Open     | —    | 1    | Q3   | —    | 1    | 2    | 2    | 2    | 1    | AF   | 1    | 1    | AF       |
| Wimbledon       | —    | Q2   | 1    | —    | 1    | 1    |      | 2    | 1    | 1    | 2    | 1    | 2        |
| US Open         | 1    | 2    | 1    | —    | 1    | 2    | 1    | 1    | 1    | 1    | 1    |      | 2        |

### Doppel
| Turnier         | 2018 | 2019 | 2020 | 2021 | 2022 | 2023 | 2024 | Karriere |
| --------------- | ---- | ---- | ---- | ---- | ---- | ---- | ---- | -------- |
| Australian Open | 1    | —    | —    | 1    | 1    | 2    | 1    | 2        |
| French Open     | 1    | 2    | 1    | 2    | —    | —    | —    | 2        |
| Wimbledon       | 1    | —    |      | 1    | —    | —    | —    | 1        |
| US Open         | 2    | —    | —    | —    | 2    | 2    | —    | 2        |

Zeichenerklärung: S = Turniersieg; F, HF, VF, AF = Einzug ins Finale / Halbfinale / Viertelfinale / Achtelfinale; 1, 2, 3 = Ausscheiden in der 1. / 2. / 3. Hauptrunde; Q1, Q2, Q3 = Ausscheiden in der 1. / 2. / 3. Qualifikationsrunde; nicht ausgetragen